# 11-й запасной истребительный авиационный полк
11-й запасной авиационный полк (11-й зап) — учебно-боевая воинская часть Военно-воздушных сил (ВВС) Вооружённых Сил РККА, занимавшаяся обучением, переподготовкой и переучиванием лётного состава строевых частей ВВС РККА в период боевых действий во время Великой Отечественной войны.

## Наименования полка
- 160-й резервный авиационный полк;
- 11-й запасной авиационный полк;

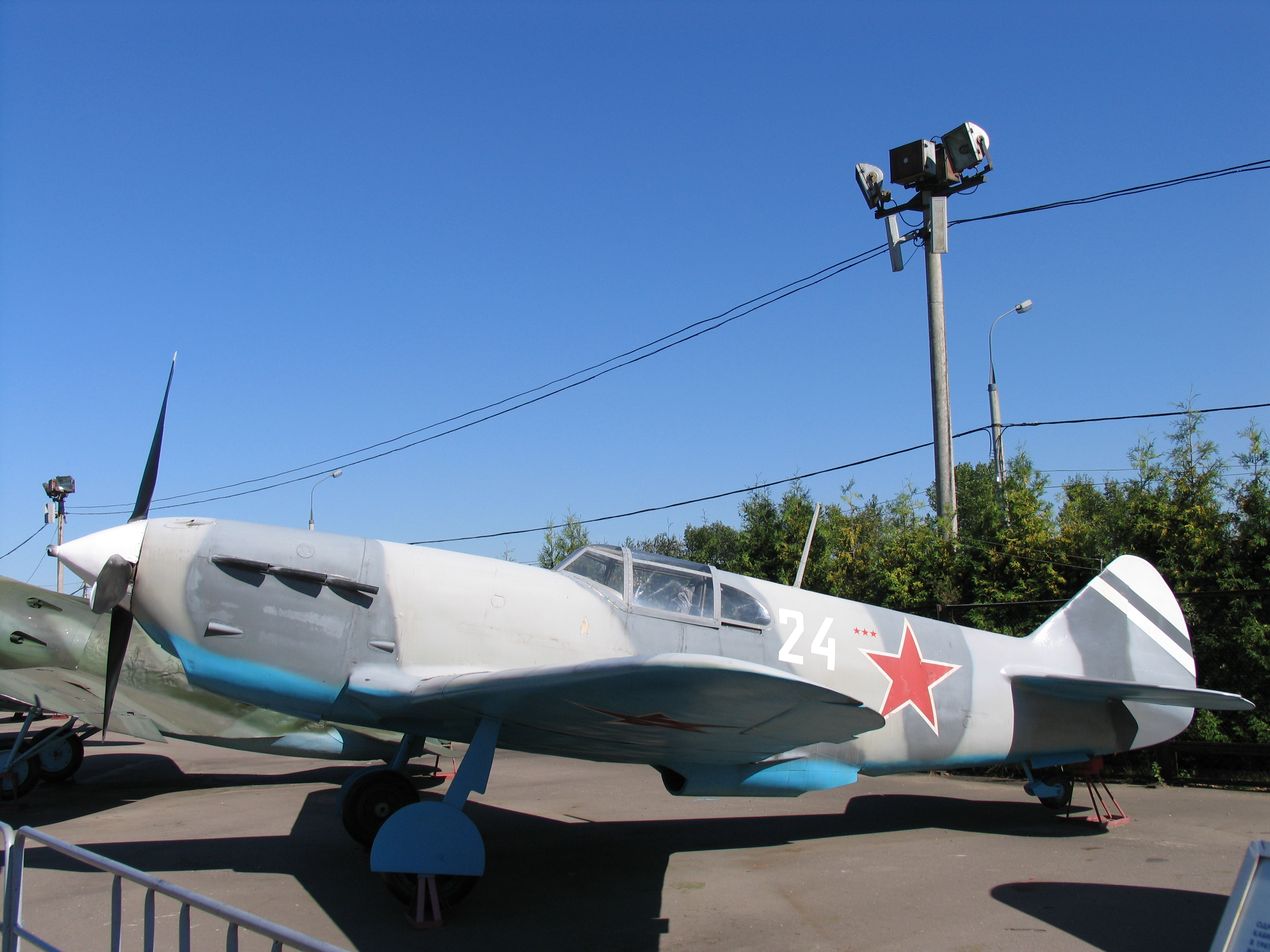
ЛаГГ-3

- 11-й запасной смешанный авиационный полк[1];
- 26-й запасной авиационный полк.

## Создание полка
11-й запасной авиационный полк сформирован 10 июля 1941 года в ВВС Северо-Кавказского военного округа в городе Новочеркасск на базе 160-го резервного авиационного полка

## Основное назначение полка
11-й запасной истребительный авиационный полк осуществлял подготовку маршевых полков и отдельных экипажей на самолётах
ЛаГГ-3, Як-3, Пе-2, Аэрокобра, Киттихаук, Б-25 Митчелл, А-20 Бостон.
Полк был смешанным и состоял из двух бомбардировочных  эскадрилий — одна на Пе-2, другая на американских Б-25 Митчелл и Douglas A-20 Havoc, и одной истребительной — на Аэрокобра, Киттихаук и Curtiss P-40 (Tomahawk). В этой эскадрилье были и УТИ-4. Эта эскадрилья базировалась отдельно от остальных на аэродроме Кировабад-Западный, сюда перегоняли из Ирана американские и английские истребители.
В феврале 1942 года в связи с началом организации поставок вооружений по лэнд-лизу из Ирана в полку бомбардировочная эскадрилья переориентируется на американские бомбардировщики Б-25 Митчелл и А-20 Бостон и дополнительно формируются вторая бомбардировочная эскадрилья. Истребительной эскадрильи ставится задача на освоение истребителей Аэрокобра и Киттихаук. Часть личного состава этих эскадрилий была послана в Иран на авиабазу Абадан для освоения новой импортной техники. На начальном этапе полк выполнял задачу по перегонке бортов с авиабазы Абадан, в связи с чем в полку была организована перегоночная эскадрилья.
11 апреля 1942 года полк переименован в 26-й запасной истребительный авиационный полк.

## В действующей армии
В составе действующей армии:
- с 10 июля 1941 года по 1 октября 1941 года

## В составе соединений и объединений
| Период                     | Округ                           | армия      | примечание                       |
| -------------------------- | ------------------------------- | ---------- | -------------------------------- |
| 10.07.1941 г.              | Северо-Кавказский военный округ | ВВС округа |                                  |
| 09.1941 г. — 11.04.1942 г. | Закавказский фронт              | ВВС фронта | 4-я запасная авиационная бригада |

## Командир полка
| Звание       | Имя                        | Период               | Примечание |
| ------------ | -------------------------- | -------------------- | ---------- |
| Полковник    | Мозговой Сергей Яковлевич  | 01.06.1942 — 05.1943 |            |
| подполковник | Иванов Леонид Владимирович |                      |            |

## Подготовка лётчиков
Процесс переучивания лётного состава был типовым: с фронта отводился полк, потерявший большое количество лётного состава, производилось его пополнение до штатных нормативов за счёт прибывающих лётчиков из других полков, из госпиталей, из училищ. Лётчики переучивались на новую материальную часть. Как правило, полк получал новые самолёты и снова отправлялся на фронт. Таким образом, запасной полк распределял самолёты, поступающие с заводов и с ремонтных баз.
В целях приобретения боевого опыта командно-инструкторский состав запасных авиационных полков направляли в авиационные полки действующей армии.

## Награды
69-й истребительный авиационный полк за образцовое выполнение боевых заданий командования на фронте борьбы с немецкими захватчиками и проявленные при этом доблесть и мужество Указом Президиума Верховного Совета СССР 10 февраля 1942 года  награждён орденом Красного Знамени.

## Переименование в гвардейские полки
69-й истребительный авиационный Краснознамённый полк 7 марта 1942 года за образцовое выполнение боевых задач и проявленные при этом мужество и героизм переименован в 9-й гвардейский истребительный авиационный Краснознамённый полк.

## Базирование
| Период            | Аэродром                                                                          |
| ----------------- | --------------------------------------------------------------------------------- |
| 07.1941 — 09.1941 | г. Таганрог Ростовской области, г. Тихорецк Краснодарский край, г. Ростов-на-Дону |
| 09.1941 — 04.1942 | Аэродром Кировабад (Агдам) Азербайджанская ССР                                    |

## Самолёты на вооружении
| Период         | Самолёты |
| -------------- | --- |
| 1941 — 1944    | ЛаГГ-3 |
| 1944 — 1945    | Як-3 |
| 1942 — 1943    | Пе-2, СБ |
| 02.1942 — 1945 | Аэрокобра Р-39, Hawker Hurricane, Supermarine Spitfire, Curtiss P-40, Republic P-47 Thunderbolt, Б-25 Митчелл и А-20 Бостон |

## Подготовленные полки
- 9-й гвардейский истребительный авиационный полк (07.03.1942 — 10.06.1942, ЛаГГ-3)
- 12-й истребительный авиационный полк
- 13-й истребительный авиационный полк
- 17-й истребительный авиационный полк
- 23-й истребительный авиационный полк (23.08.1941 — 05.09.1941 г., ЛаГГ-3)
- 46-й истребительный авиационный полк
- 69-й истребительный авиационный полк (30.10.1941 — 07.03.1942, ЛаГГ-3, переименован в 9-й гвардейский иап)
- 91-й истребительный авиационный полк
- 92-й истребительный авиационный полк (01.10.1941 г. — 15.10.1941 г., ЛаГГ-3)
- 164-й истребительный авиационный полк (25.08.1941 — 28.09.1941, ЛаГГ-3)
- 170-й истребительный авиационный полк (05.08.1941 — 20.08.1941, ЛаГГ-3)
- 181-й истребительный авиационный полк
- 253-й истребительный авиационный полк (18.07.1941 — 20.09.1941, ЛаГГ-3)
- 254-й истребительный авиационный полк (23.08.1941 — 05.09.1941, ЛаГГ-3)
- 255-й истребительный авиационный полк
- 274-й истребительный авиационный полк
- 291-й истребительный авиационный полк
- 292-й истребительный авиационный полк (с 16.09.1941 по 11.03.1942, переформирован)
- 352-й истребительный авиационный полк (c 05.11.1943 г. по 01.03.1944 г., Bell P-39 Airacobra)
- 297-й истребительный авиационный полк
- 437-й истребительный авиационный полк
- 512-й истребительный авиационный полк
- 790-й истребительный авиационный полк (сформирован как 69-й "А" истребительный авиационный полк, 29.10.1941 — 13.02.1942, ЛаГГ-3, переименован 08.03.1942 г.)
- 792-й истребительный авиационный полк (сформирован на базе 292-го «А» иап по штату, 08.03.1942 — 10.04.1942 г.)